# Paradisier splendide
Astrapia splendidissima
Pour les articles homonymes, voir Splendide.
Espèce
Statut de conservation UICN

 LC  : Préoccupation mineure
Statut CITES
Le Paradisier splendide (Astrapia splendidissima) est une espèce d'oiseaux de la famille des Paradisaeidae.

## Distribution
Centre-ouest de la Chaîne Centrale (Nouvelle-Guinée) : des monts Weyland à l’ouest des monts Star.

## Sous-espèces
Cet oiseau est représenté par deux ou trois sous-espèces :
- A. s. splendidissima Rothschild, 1895 : monts Weyland, aire de Charles Louis et région du lac Wissel ;
- A. s. helios Mayr, 1936 : du mont Hindenburg à l’ouest des monts Star ;
- A. s. elliottsmithi Gilliard, 1961 : n’est pas reconnue par Frith & Frith (2009).

## Habitat
Le paradisier splendide fréquente les forêts de montagnes et subalpines jusqu’à la limite des arbres ainsi que leurs lisières et leurs formations secondaires entre 1 750 et 3 450 m mais surtout entre 2 100 et 2 700 m (Frith & Frith 2009).

## Alimentation
Frith & Frith (2009) décrivent un régime alimentaire similaire avec une prédominance de fruits et un complément de petits animaux (arthropodes, grenouilles, lézards) prélevés sur les troncs et les branches couverts de mousse. Ottaviani (2012), sur la base d’une photo, montre que l’espèce recherche aussi sa nourriture parmi une pandanacée lianescente du genre Freycinetia.

## Voix
Le mâle émet une double note bourdonnante to-ki la seconde montante et la femelle produit un double son vibrant assez similaire teek-teek. D’autres cris ont été rapportés comme un doux, aigu et mélancolique jeet ; un curieux tch-tch-tch sec ; un coassement gree, un appel glapissant très distinctif et un son mécanique grésillant (Frith & Frith 2009).

## Nidification
L’espèce est présumée polygame en raison de l’observation de mâles chantant et paradant sur des perchoirs habituels. La construction du nid a été constatée en mars, un juvénile observé en août, un œuf découvert en octobre et un poussin en novembre. On ignore si les mâles paradent de façon solitaire (chaque mâle face à une femelle) ou de façon communautaire. La présence de quatre mâles adultes perchés bien en vue à la cime de grands arbres et espacés d’environ 40 m les uns des autres, et lançant leurs cris suggère un comportement reproducteur de type « lek » (Frith & Frith 2009).

## Statut, conservation
L’espèce est commune à Okbap dans les Star Mountains entre 2 600 et 3 200 m d’altitude où seuls des individus en plumage femelle ont été observés en dessous de 2 150 m. Aucune menace n’étant connue, l’espèce n’est pas considérée comme en danger (Frith & Frith 2009).